# مارك بولين
مارك بولين (بالإنجليزية: Mark Pauline)‏ هو فنان أداء ومخترِع أمريكي، ولد في 14 ديسمبر 1953.

## وصلات خارجية
- مارك بولين على موقع إن إن دي بي (الإنجليزية)